# Apostolische Präfektur Baojing
Die Apostolische Präfektur Baojing (lat.: Apostolica Praefectura Paokingensis) ist eine in der Volksrepublik China gelegene römisch-katholische Apostolische Präfektur mit Sitz in Baojing.

## Geschichte
Die Apostolische Präfektur Baojing wurde am 3. Juni 1938 durch Papst Pius XI. mit der Apostolischen Konstitution Ad Christi nomen aus Gebietsabtretungen der Apostolischen Präfektur Lingling errichtet.

## Apostolische Präfekten von Baojing
- Ladislaus Lombos OFM, 1938–1963
- Sedisvakanz, seit 1963